# محسن اسماعیلی
محسن اسماعیلی (زادهٔ ۴ اسفند ۱۳۴۴) حقوقدان و سیاستمدار ایرانی است که از سال ۱۴۰۴ به عنوان معاون راهبردی و امور مجلس رئیس‌جمهور ایران فعالیت می‌کند. وی همچنین استاد و عضو هیئت‌علمی دانشکده حقوق و علوم سیاسی دانشگاه تهران است. اسماعیلی از شهریور ۱۳۹۲ تا فروردین ۱۴۰۴ رئیس هیئت بررسی و تطبیق مصوبات دولت با قوانین و مقررات، نماینده استان تهران در دوره پنجم مجلس خبرگان رهبری و عضو حقوقدان شورای نگهبان بوده‌است.
اسماعیلی همچنین در مقطع خارج فقه و اصول تحصیل کرده و مجتهد است. وی از شاگردان مجتبی تهرانی است و در کلاس‌های درس سید علی خامنه‌ای، سید محمد موسوی بجنوردی و محمد فاضل لنکرانی نیز شرکت داشته است. اسماعیلی در انتخابات ۷ اسفند ۱۳۹۴ مجلس خبرگان رهبری به نمایندگی از استان تهران انتخاب شد. او نخستین و تنها عضو غیر معمم این مجلس بود.

## زندگی و تحصیلات
محسن اسماعیلی در ۴ اسفند ۱۳۴۴ در خانواده‌ای مذهبی در جنوب شرق تهران زاده شد. او برادر پرویز اسماعیلی روزنامه‌نگار و دیپلمات پیشین است. محسن اسماعیلی دوران دبستان و راهنمایی را در مدرسه‌ای در محله اصفهانک گذراند و همواره شاگرد اول کلاس شناخته می‌شد. او طی جنگ ایران و عراق در زمستان ۱۳۶۰ در حالی که حدود ۱۶ سال داشت به مرزهای کردستان اعزام شد. دوران دبیرستان را هم‌زمان با جبهه سپری کرد و دیپلم خود را در رشته ریاضی فیزیک گرفت. اسماعیلی در سال ۱۳۶۹ و شب عید غدیر خم ازدواج کرد و سه فرزند دارد.
وی دانش‌آموخته کارشناسی و کارشناسی ارشد فقه و حقوق اسلامی از مدرسه عالی شهید مطهری است و مدرک دکترای خود را در سال ۱۳۷۸ در رشتهٔ حقوق خصوصی از دانشگاه تربیت مدرس دریافت کرده است. او همچنین استاد و رئیس دانشکده معارف اسلامی و حقوق دانشگاه امام صادق بود. وی هم‌اکنون عضو هیئت علمی و با رتبه دانشیاری به تدریس در دانشکده حقوق و علوم سیاسی دانشگاه تهران مشغول است.

## عضو شورای نگهبان
محسن اسماعیلی از سال ۱۳۸۰ به عنوان جوان‌ترین فرد به عضویت شورای نگهبان درآمد و در سال ۱۳۸۶ با رأی اول مجلس شورای اسلامی و سپس در ۲۳ تیر ۱۳۹۲ با ۲۳۷ رأی موافق، بیش از ۹۱ درصد نمایندگان برای بار سوم در شورای نگهبان ابقا شد.

## نماینده خبرگان رهبری
در سال ۱۳۸۵ اسماعیلی در انتخابات مجلس خبرگان رهبری از استان تهران نامزد شد و به عنوان نخستین غیر معمم صلاحیت او مورد تأیید شورای نگهبان قرار گرفت. او در این انتخابات پیروز نشد. او بار دیگر در سال ۱۳۹۴ در انتخابات مجلس خبرگان نامزد شده و صلاحیتش مورد تأیید قرار گرفت. او در این انتخابات صرفاً در دو فهرست خبرگان مردم (مورد حمایت هاشمی رفسنجانی) و یاران اعتدال (مورد حمایت هواداران دولت حسن روحانی) قرار داشت. او در این انتخابات با کسب یک میلیون و ۴۲۲ هزار و ۹۳۵ رای نفر سیزدهم تهران شد و به عنوان اولین نماینده بدون لباس روحانیت به مجلس خبرگان راه یافت.

## دولت چهاردهم
مسعود پزشکیان رئیس‌جمهور در ۲۶ فروردین ۱۴۰۴ اسماعیلی را به سمت معاون راهبردی و امور مجلس رئیس‌جمهور منصوب کرد.

## تألیفات
- کلیات علوم قرآن
- نظریه خسارت
- قوه قاهره
- حقوق تبلیغات بازرگانی در ایران و جهان
- جایگاه و مسئولیت‌های رئیس‌جمهور
- قانون مطبوعات و سیر تحول آن در حقوق ایران
- درسهای ماندگار؛ نگاهی نو و گذرا به نهج البلاغه
- مشارکت عمومی؛ حاکمیت ملی و نظارت همگانی در فقه سیاسی و حقوق اساسی
- بررسی تحلیلی مجموعه نظریات شورای نگهبان
- بایسته‌های اقتصادی از دیدگاه فقهی و حقوقی؛ گامی به سوی اصلاح الگوی مصرف
- پیوند دین و قانون
- همت و اراده
- راهنمای حقوقی شهروندان
- گفتارهایی در حقوق شهری و شهروندی
- جهاد اقتصادی؛ از مبانی تا موانع
- مهر و ماه[۱۵]